# Euxoa diaphora
Euxoa diaphora is een vlinder uit de familie uilen (Noctuidae). De wetenschappelijke naam is voor het eerst geldig gepubliceerd in 1928 door Boursin.
De soort komt voor in Europa.